# Juan Miranda (piłkarz)
Juan Miranda González (ur. 19 stycznia 2000 w Olivares) – hiszpański piłkarz występujący na pozycji obrońcy we włoskim klubie Bologna.

## Kariera klubowa
Urodzony w Olivares Miranda dołączył do młodzieżówek Barcelony w 2014 roku z Realu Betis. Po dobrych występach w drużynach młodzieżowych udało mu się zaliczyć seniorski debiut z Barceloną B 19 sierpnia 2017 roku w wygranym 2–1 meczu z Realem Valladolid w ramach rozgrywek Segunda División.
7 marca 2018 roku rozegrał pierwszy mecz w barwach pierwszego zespołu Barcelony w meczu z Espanyolem w ramach Superpucharu Katalonii, zmieniając w 76 minucie Lucasa Digne. W sezonie 2018/19 Juan wystąpił w pierwszym składzie FC Barcelony w meczu Champions League z Tottenhamem. 30 sierpnia 2019 r. piłkarz został wypożyczony do Schalke 04. 5 października 2020 r. piłkarz udał na kolejne wypożyczenie, tym razem do Realu Betis.

## Sukcesy

### Barcelona
- Liga Młodzieżowa UEFA: 2017/2018[5]

### Reprezentacja
- Mistrzostwo Europy U-17: 2017[6]